# Magenta (Schiff, 1862)
Die Magenta war ein französisches Panzerschiff und Namensgeber der Magenta-Klasse, der ansonsten nur noch die Solférino angehörte. Die Magenta sank am 31. Oktober 1875, nachdem ein Feuer an Bord ausgebrochen war.

## Geschichte
Die Magenta wurde am 22. Juni 1859 vom Marinearsenal in Brest auf Kiel gelegt. Genau zwei Jahre später lief das Schiff vom Stapel. Die Indienststellung fand am 2. Januar 1862 statt.
Am 18. September 1875 traf das Schiff mit Admiral Pierre-Gustave Roze das französische Evolutionsgeschwader zu Übungen in Algier. Am 31. Oktober versank das Admiralschiff auf der Reede von Toulon nach einem Brand, der morgens um 1 Uhr ausbrach, nicht rechtzeitig gelöscht werden konnte und gegen 3 Uhr 30 zur Explosion der Pulverkammer führte. Die Mannschaft konnte sich rechtzeitig retten, so dass es nach ersten Berichten nur Leichtverletzte gab. Allerdings wird in späteren Zeitungsartikeln von sechs vermissten Besatzungsmitgliedern berichtet. Laut Journal officiel vom 9. November fehlten beim Appell Joseph-Marie Hamon (Kanonier), Pierre-Josepf Etienne (Füsilier), Esprit-Eugene Le Duc (Heizer), Francois-Marie Le Bail (Füsilier), Michel-Joseph Gorphe und Michel Lastenet (Matrosen).

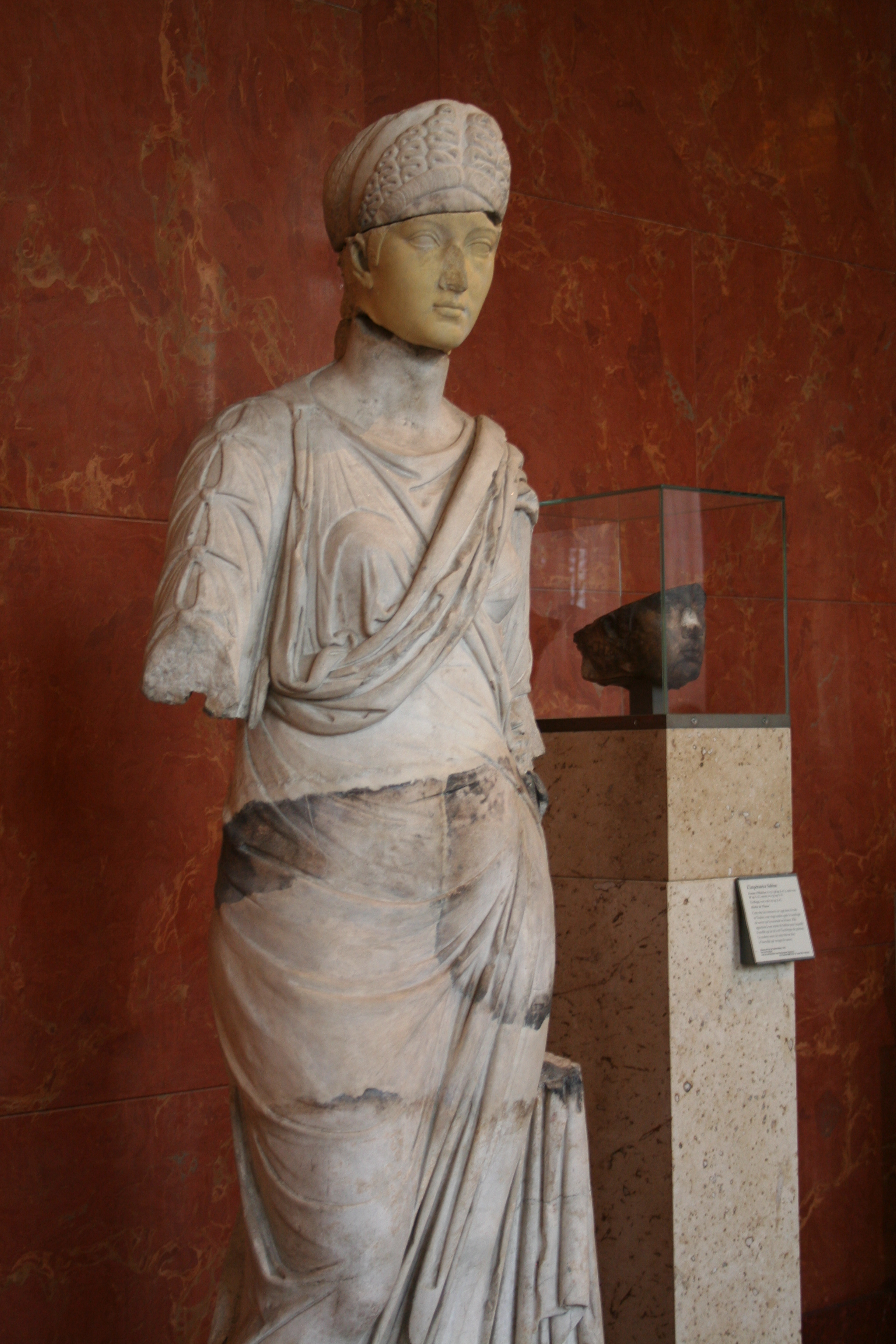
Statue der Vibia Sabina (Louvre, Paris); rechts das durch den Brand geschwärzte Gesichtsstück

Mit dem Schiff versanken auch 46 Kisten mit phönizischen Objekten (u. a. 2083 Inschriften), die nur teilweise durch Taucher geborgen werden konnten. Im April 1994 wurde das Wrack wiederentdeckt (Position 43° 6′ 50″ N, 5° 55′ 34″ O). Zwischen 1995 und 1997 fand man unter anderem den Kopf und weitere Teile einer Statue der Vibia Sabina.
Der Kapitän der Magenta, Charles-Eugène Galiber, musste sich gemäß Gesetz vom 4. Juni 1858 vor einem Kriegsgericht unter Vorsitz von Vizeadmiral Siméon Bourgois verantworten. Das Verfahren endete mit einem Freispruch.